# Fernand-Louis Gottlob
Fernand-Louis Gottlob, né à Paris 4e le 23 février 1873, et mort à Paris 9e le 10 novembre 1935, est un artiste peintre, illustrateur et graveur français.

## Parcours

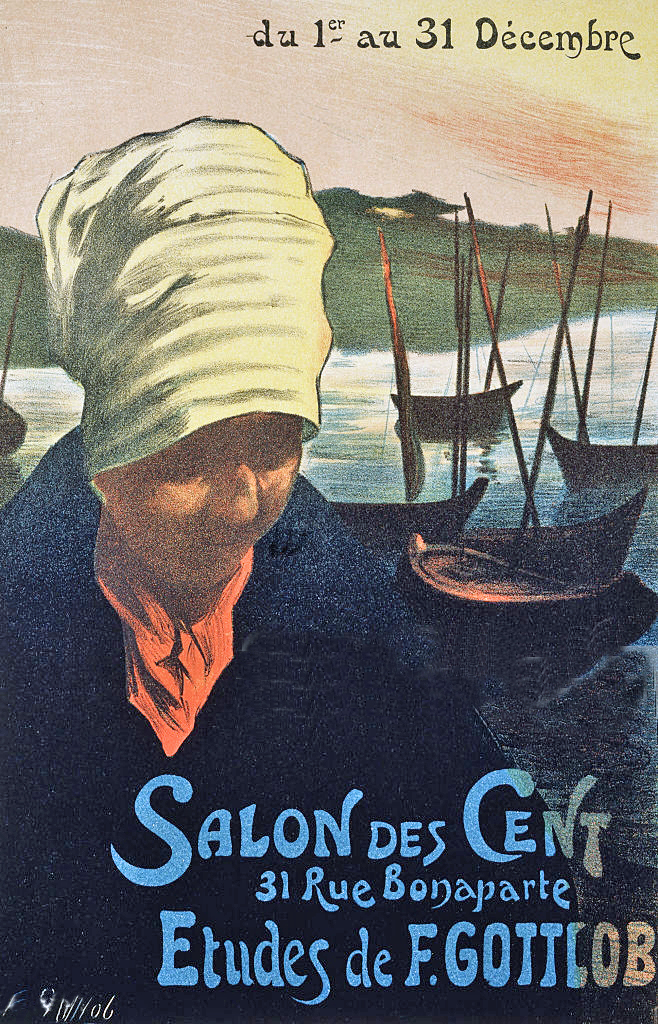
Affiche pour l'exposition au Salon des Cent (décembre 1899).

Fernand-Louis Gottlob étudie la peinture et le dessin auprès, entre autres, de Gaston Jobbé-Duval. Il commence à exposer au Salon dès 1891 et signe ses travaux « F. Gottlob ».
Ses premières gravures sont publiées dans L'Estampe moderne, tandis que ses caricatures et ses dessins humoristiques trouvent place dans Le Frou-frou, L'Assiette au beurre, Le Rire, Le Sourire, le Journal amusant, Nos loisirs, Rabelais, et qu'il illustre aussi quelques ouvrages.
Il produit quelques affiches artistiques à partir de 1899. Jules Chéret en reproduit deux dans sa revue Les Maîtres de l'affiche (1895-1900), à savoir celle pour la 2e Exposition des Peintres-Lithographes dont il est membre, et celle pour l'édition du Salon des Cent de décembre 1899, qui lui était consacré.
En 1904, il devient membre de la société artistique et littéraire Le Cornet, et ce, jusqu'à sa mort. Il commet alors quelques images de nature érotique, mais surtout, il illustre des partitions musicales destinées à des comédies musicales (dont Triplepatte de Tristan Bernard).
En 1916, il ouvre un atelier parisien de production d'affiches au no 6 rue Saulnier, résolument tournée vers l'effort de guerre.

## Affiches
- 1899 : Exposition au Salon des Cent.
- 1900 : 2e Exposition des Peintres-Lithographes (Imprimeries Lemercier) — sur Gallica.
- 1905 : Théâtre National de l'Opéra-Comique. Les Pêcheurs de St. Jean [Scènes de la vie maritime] de Henri Cain. Musique de Charles-Marie Widor.
- 1916 : La Matadora
- 1919 : Souvenez-vous ! — sur Gallica.

## Illustrations d'ouvrages
- Michel Corday, Intérieurs d'officiers, Simonis Empis, 1896.
- Louis Brunet, Fille de France, Paris, C. Delagrave, 1899.
- Alphonse Gallais, Amours d'Apaches, roman de la basse pègre, Paris, P. Fort, 1903.
- Georges Courteline, Boubouroche, Paris, Calmann-Lévy, [1907]
- Alfred Capus, L'Oiseau blessé, suivi de Les Passagères, coll. Modern-Théâtre », Paris, Fayard, s.d.
- Comte Léon Tolstoi, Anna Karénine : pages choisies, Paris, J. Ferenczi, s.d.
- Maxime Gorki, L'amour mortel [et autres textes], illustrations hors texte de Gottlob et Poulbot, Paris, J. Ferenczi s.d.